# 豊田市立竹村小学校
豊田市立竹村小学校（とよたしりつ たけむらしょうがっこう）は、愛知県豊田市住吉町大興4にある公立小学校。

## 沿革
- 1873年（明治6年） - 第二大学第七中学校内第十一番小学校竹村小学校と称し、愛知県碧海郡竹村大字竹竜興寺本堂を仮校舎として開校。
- 1891年（明治24年）‐濃尾地震のため校舎全壊し、竜興寺、西雲寺、光恩寺を仮校舎として授業を継続。
- 1892年（明治25年）‐竹村立竹村尋常小学校と改称。
- 1936年（昭和11年）‐高岡村大字竹字山邸44に校地・校舎移転。（現在地）
- 1947年（昭和22年）‐高岡村立竹村小学校と改称。
- 1956年（昭和31年）‐高岡町立竹村小学校と改称。
- 1965年（昭和40年）‐豊田市立竹村小学校と改称。

## 交通アクセス
- 名鉄三河線「竹村駅」から徒歩約10分

## 周辺
- 愛知県立豊田高等特別支援学校
- 愛知県立豊田工科高等学校

## 著名な出身者
- 榊原徹士（歌手、俳優）
- 畔柳亨丞（プロ野球選手）
- 小笠原蒼（プロ野球選手）